# Bert Gstettner
Bert Gstettner (* 16. Juni 1961 in Wien) ist ein österreichischer Choreograf und Tänzer sowie Gründer und Leiter der zeitgenössischen Tanzcompagnie Tanz*Hotel.

## Leben und Werk
Der im burgenländischen Purbach aufgewachsene Herbert Gstettner begann im Alter von 21 Jahren seine Bühnentanzausbildung vorwiegend in Wien und erhielt Gesangsunterricht bei Edwin Szamosi (Libero Canto). Es folgten Tanz- und Choreographiestudien in Paris und in New York insbesondere bei Erick Hawkins. Seine Bühnenpremiere feierte er 1983 unter dem Peter Wissmann Ensemble im Serapionstheater am Wallensteinplatz. Zusammenarbeiten und Projektinitiativen im damaligen Zentrum für zeitgenössischen Tanz und Theater im Werkstätten- und Kulturhaus Wien WUK. 1986 tanzte er in einer Choreografie von Sin Cha Hong im internationalen La Mama Theater in New York. 1987 Gründung seiner ersten Compagnie und Beginn seiner choreografischen Tätigkeit. Nach einem weiteren Studienaufenthalt in New York gründet er 1991/92 seine Compagnie Tanz*Hotel. Mit seinem Team bezog er eigene Räumlichkeiten in der ehemaligen Heller Zuckerlfabrik im 10. Wiener Gemeindebezirk. Es folgten zahlreiche Choreografien, Eigenproduktionen und Festival-Teilnahmen in ganz Europa, Indien, Ägypten, Südamerika, Russland und USA. Auftragsarbeiten für Wiener Festwochen, Steirischer Herbst, Linzer Klangwolke, Museumsquartier Wien, Wiener Volksoper, Wiener Staatsopernballett, WienMozart2006, Neue Oper Wien, Schauspielhaus Graz. Nach der Schließung und dem Verkauf des Fabrikareals 2005 übersiedelte Tanz*Hotel in die Zirkusgasse und errichtete im Umfeld der Leopoldstadt die neue Basisstation „Tanz*Hotel | Resort 1020“. Zwischen 2006 und 2015 war die Designerin Devi Saha nicht nur für die Kostüme der Tanz*Hotel Produktionen verantwortlich, sondern hatte auch die künstlerische Co-Leitung inne, seit 2016 hat Hanna Adlaoui-Mayerl den Bereich Kostüm bei den Tanz*Hotel Produktionen übernommen (wie bereits 2004–2005).
Gstettner ist auch tanzpolitisch aktiv. Das von Gstettner initiierte Symposion Tanz*Raum – welches als neunteilige Reihe mit Workshops und Veranstaltungen für freischaffende Choreografen geplant war, fand 1989 zum ersten Mal im Bildhauerhaus, St. Margarethen statt. 1992 wurde ein weiteres Symposion in Vorarlberg, gemeinsam mit Roland Martin organisiert. 1997 erfolgte die Gründung der ChoreografInnenplattform, mit dem Ziel der Errichtung eines Tanzhauses für die freie Szene in Wien (Errichtung Tanzquartier Wien, 2001). Er war jahrelang in der IG Freie Theater engagiert und als Vorstand tätig. Seit einigen Jahren engagiert er sich für zeitgenössische Choreografie im Vorstand der Bildrecht GmbH.
Neben seiner künstlerischen Tätigkeit unterrichtet Gstettner zeitgenössischen Tanz. Sein Training ist eine Verbindung von somatischen Prinzipien und fernöstlicher Kampfkunst. Seit 2008 leitet er das Residenz/Coaching/Mentoringprojekt Artist At Resort für nachkommende Tanzschaffende.

## Choreografien (Auswahl)
- Macbeth – Montaigne (1987), frei nach Heiner Müller
- Labyrinth Trilogie (1988–1990)
- Double Tilt (1989), Duett mit Silvia Both
- Banalkontrast (1990), Duett mit Silvia Both
- Money for the Dead (1991)
- Gast*Mahl (1992)
- Schlangen*Träger (1993)
- Gast*Spiel (1994)
- Time*Sailors (1994–1998: 1995 Bühnenfassung, 1996 Videoproduktion, 1998 zehntägige Performance am Donaukanal)
- Angelo*Soliman (1996/97)
- B*Brainers (1997)
- Metabolic*Stabilizers (1995–97) mit Klaus Obermaier & Robert Spour
- Il*Libro*Mio (1998/99)
- Cut*A*Way (1999)
- Liebes*Konzil (2000) nach Oskar Panizza
- Station*Corpus (2001)
- Katharsis und Große*Fuge (2002) nach der gleichnamigen Komposition von Günther Rabl
- Quadrat*Quadrat (2003) nach Samuel Beckett
- Suite (1999/2004)
- Satyr*Icons (2005)
- Permanent*Transition (2005)
- Sound*Breakers (2006)
- Eingemachtes (2006)
- Splitter (2006–07)
- Godzillas*Dreams (2007) nach der Komposition von Günther Rabls Landschaft mit Pianist
- Splitter*Scherben (2008)
- Todes*Fuge (2008/2010) nach einem Gedicht von Paul Celan
- S*Cargo (2010)
- Soliman*Revisited (2011)
- 20*Years Of Hotel Dancing (2012)
- Herr*Jemineh hat Glück (2013) nach dem Bilderbuch von Heinz Janisch und Selda Marlin Soganci
- Travelling*Heart (2014) in Kooperation mit der Bildrecht GmbH
- Wild*Things (2015) frei nach dem Bilderbuch von Maurice Sendak
- Medusa*Expedit (2015)
- Medusa*Ode (2016)
- Riesen*Zwerge (2017)
- Medusa*Ode New York (2017)
- Herr*Jemineh hat Glück (2018) Neuinszenierung nach dem Bilderbuch von Heinz Janisch
- Wilde*Welten (2019) Neuinszenierung Wild*Things
- Mini*Tauros (2020)